# The Tired Sounds of Stars of the Lid
The Tired Sounds of Stars of the Lid – szósty studyjny album amerykańskiego zespołu Stars of the Lid wydany w 2001 roku przez wytwórnię Kranky. Płytę wydano jako podwójne CD. Oparta jest na długich, dronowych kompozycjach, uzyskanych z fletu, gitary, rogu i innych klasycznych instrumentów muzycznych. Utwór „Requiem for Dying Mothers, part 2” zawiera sample z finałowej sceny filmu Stalker Andrieja Tarkowskiego (odgłosy szczekającego psa, wiatru, psychokinezy).

## Odbiór
Album został umieszczony na 187. miejscu listy 200. najlepszych albumów lat 2000–2009 według Pitchfork Media.

## Lista utworów
Pierwsza płyta
1. „Requiem for Dying Mothers, part 1” – 6:36 (download)
2. „Requiem for Dying Mothers, part 2” – 7:37
3. „Down 3” – 5:46 (download)
4. „Austin Texas Mental Hospital, part 1” – 2:48
5. „Austin Texas Mental Hospital, part 2” – 12:18 (download)
6. „Austin Texas Mental Hospital, part 3” – 5:47
7. „Broken Harbors, part 1” – 3:31
8. „Broken Harbors, part 2” – 6:47
9. „Broken Harbors, part 3” – 9:16 (download)

Druga płyta
1. „Mullholland” – 6:48 (download)
2. „The Lonely People (Are Getting Lonelier)” – 10:07
3. „Gasfarming” – 3:20
4. „Piano Aquieu” – 10:54 (download)
5. „FAC 21” – 3:08
6. „Ballad of Distances, part 1” – 3:36 (download)
7. „Ballad of Distances, part 2” – 3:00
8. „A Lovesong (for Cubs)+, part 1” – 6:45
9. „A Lovesong (for Cubs)+, part 2” – 8:05
10. „A Lovesong (for Cubs)+, part 3” – 7:45 (download)